# Оберштекхольц
Оберштекхольц (нем. Obersteckholz) — бывшая коммуна в Швейцарии, в кантоне Берн.
До 2009 года входила в состав округа Арванген, с 1 января 2010 года — в Обераргау. 1 января 2021 года вошла в состав коммуны Лангенталь.
Население составляет 384 человека (на 31 декабря 2006 года). Официальный код — 0334.